# Ludwig Maria Keyser
Ludwig Maria Keyser (auch Ludwig Maria Kaiser) (* 2. Februar 1765 in Stans; † 28. Februar 1840 ebenda) war ein Schweizer Politiker.

## Leben
Ludwig Maria Keyser war der Sohn des Landeshauptmanns, Landesstatthalters und Landammanns Kaspar Remigi Keyser (* 30. September 1711 in Stans; † 16. Januar 1789 ebenda) und dessen Ehefrau Klara Regina Lussi, mit der dieser seit 1748 in zweiter Ehe verheiratet war. Er stammte aus einer Familie, die seit 1558 die höheren und im 17. und 18. Jahrhundert die höchsten militärischen und politischen Ämter im Kanton Nidwalden ausübte.
Keyser besuchte das Gymnasium in Luzern und studierte anschliessend in Italien in Mailand, Pavia und Modena. 1785 wurde er zum Führer der aufgeklärten Patriotenpartei, er gehörte der Helvetisch-militärischen Gesellschaft sowie der aristokratischen Fasnachtsgesellschaft Unüberwindlicher Grosser Rat von Stans an.
Anfang der 1790er Jahre schrieb Keyser die Dramen Die Schlacht bei Sembach und Der Neujahrstag zu Unterwalden 1308, die in seinem Heimatort aufgeführt wurden und bei denen er auch als Schauspieler mitwirkte. 1793 wurden die Stücke auch in Zürich aufgeführt.
Als 1793 in Spanien das nidwaldnerische Regiment Jann aufgestellt wurde, trat er als Grenadierhauptmann in dieses Regiment ein. Er hielt sich überwiegend in den östlichen Küstenstädten und auf Mallorca auf, dort erlernte er neben der spanischen auch die englische Sprache. 1798 wurde er wegen einer unbewilligten Heirat seiner Funktion enthoben, worauf er sich entschloss, in den Staatsdienst einzutreten.
Von 1798 bis 1799 war er helvetischer Unterstatthalter des Distriktes Stans; er übte dieses Amt mit militärischer Strenge aus, indem er die französische ordre präzise umsetzte. Hinzu kamen seine Sympathie für das neue System und sein beständiger Widerspruch gegen die geistlichen Führer, die wiederum gegen die helvetische Regierung und die Franzosen waren. Am 7. April 1798 sollten die Geistlichen und das Volk den Eid auf die neue Verfassung in Stans ablegen. Hierzu hatten sich die Geistlichen des Kantons im Kapuzinerkloster in Stans versammelt, während sich das Volk im Garten des Klosters versammelte. Dort versuchte Ludwig Maria Keyser das Volk vom Zweck des Eides zu überzeugen; allerdings eskalierte die Situation, und es wurde versucht, ihn zu lynchen. Mit Hilfe der Gemässigten konnte er befreit werden, worauf er in das Kloster floh. Durch die dort versammelten Geistlichen wurde er dann allerdings gezwungen, sein Amt niederzulegen, anschliessend wurde er als Gefangener zum Rathaus gebracht. Die helvetische Verfassung wurde abgelehnt.
Am 9. September 1798 wurde Nidwalden von französischen Truppen überfallen. Bei diesen Schreckenstagen von Nidwalden verloren mindestens 400 Menschen ihr Leben, u. a. auch der Bruder von Ludwig Maria Keyser. Keyser übernahm die ihm abermals angetragene Stelle als Distriktsstatthalter bis zum Sommer 1799.
Von 1802 bis 1803 war er Kantonsstatthalter und 1803 Ratsherr.
1803 reiste Keyser mit Joseph Ignaz von Flüe als Abgeordneter Nidwaldens zur Consulta der helvetischen Vermittlungsakte nach Paris. Bei seiner Rückkehr wurde er während der Mediation zum Landrat gewählt, und 1811, nachdem eine neue Polizeiordnung eingeführt worden war, erfolgte seine Ernennung zum ersten verfassungsmässigen Polizeidirektor. 1813 wurde er zum Stillstehenden Landammann (stellvertretender Landammann) ernannt, und von 1814 bis 1838 übte er im Vierjahresturnus das Amt des regierenden Landammanns aus.
Während der verschiedenen Regierungswechsel festigte sich seine Meinung, dass die beste Regierungsform die sei, die vor der Revolution herrschte. Dies führte dazu, dass er 1814, als die Zeit der Restauration ausbrach, diejenigen unterstützte, die die Prinzipien der Autorität und der Legitimität wieder einführen wollten. Hierbei stand er im Widerspruch zu den meisten aus seiner Partei, die den neuen Bund ablehnten. Die Konservativen gewannen gegen die Freisinnigen, und nach der militärischen Besetzung des Landes durch die Eidgenossen wurde er nach Zürich gesandt, um die Wiederaufnahme seines Kantons in die Eidgenossenschaft zu verlangen.
1818 widmete er sich nur noch den Wissenschaften und dem Landleben.
1822–1840 war Keyser Bannerherr und öfter in der Tagsatzung vertreten.
1798 heiratete er Aloisia Achermann, Tochter des Melchior Fidel Achermann (1733–1809), Landesfähnrich und Hauptmann, später Oberst in französischen Diensten.

## Privilegien
Keyser erhielt das Stadtbürgerrecht von Luzern.

## Werke
- Arnold von Winkelried oder die Schlacht bei Sempach, 1791
- Denkschrift des Kt. Unterwalden Nid dem Wald an alle höheren eidg. Stände über die Einverleibung Engelbergs mit dem Kt. Unterwalden Ob dem Wald, 1816